# Hippolyte Enselme
Hippolyte Marie Joseph Antoine Enselme, né le 1er octobre 1872 à Bourgoin et mort le 18 décembre 1950 à Paris,, est un explorateur français.

## Biographie
Polytechnicien (promotion 1890), lieutenant dans l'artillerie, en poste au Tonkin, il est chargé en 1899, avec Henry de Bouillane de Lacoste d'une expédition d'études en Mandchourie. Partis de Haïphong le 21 janvier 1900, les deux hommes séjournent longuement à Tien-Tsin et à Pékin où ils attendent leurs passeports chinois. 
Le 8 mars, ils peuvent enfin quitter Tien-Tsin par le train et rejoignent Tchan-Kai-Kouan puis Nioutchouang. Par un détour, ils visitent Port-Arthur puis gagnent Moukden, la capitale de la Mandchourie méridionale. Par de mauvais chemins, ils parcourent la zone de Thie-Ling à la Soungari puis reprennent le train jusqu'à Harbin. 
De Harbin, ils continuent en train pour atteindre Lao-Lin, arrêt provisoire de la future voie menant à Vladivostok. Ils passent la frontière entre la Mandchourie et la Sibérie et retrouvent la voie ferrée à Nikolsk, aujourd'hui Amurzet. Par la vallée de l'Oussouri, ils atteignent enfin Vladivostok. Ils y demeurent quelques semaines avant de rentrer en Europe par le Transsibérien. 
Enselme laisse une relation de voyage, important témoignage sur la situation de la Mandchourie avant la Guerre russo-japonaise. 
En 1906, toujours avec Bouillane de Lacoste, il effectue une mission secrète en Afghanistan. Il devient par la suite contrôleur général de l'armée.

## Distinctions
- Officier de la Légion d'honneur (4 mai 1916)[5]
  -  Chevalier de la Légion d'honneur (30 décembre 1909)
- Médaille commémorative de l'expédition de Chine (1901)

## Œuvres
- Le Développement de l'influence russe, 1902
- A Travers la Mandchourie. Le chemin de fer de l'Est chinois. Mission Bouillane de Lacoste, 1903